# Gotham Knights
Gotham Knights é um jogo eletrônico de RPG de ação de 2022 baseado no universo fictício de Batman e os demais personagens secundários relacionados publicados pela DC Comics. Desenvolvido pela WB Games Montréal e distribuído mundialmente pela Warner Bros. Games, o jogo foi anunciado durante a DC Fandome em agosto de 2020. Gotham Knights foi lançado em 21 de outubro de 2022 para Microsoft Windows, Xbox Series X/S e PlayStation 5., o jogo foi adicionado ao Xbox Cloud Gaming pelo sistema de ''Transmita seu próprio Jogo'', para jogar o jogo pela Nuvem do Xbox precisa do Xbox Game Pass Ultimate.
O enredo se desenrola em uma realidade de Gotham City vários anos após a suposta morte de Bruce Wayne. Com a morte também do Comissário Jim Gordon, o Departamento de Polícia de Gotham City é tomado pela corrupção e a cidade sofre com o aumento da criminalidade. Como os antigos aliados de Batman, Asa Noturna, Batgirl, Robin e Capuz Vermelho são os únicos capazes de restaurar a justiça em Gotham e impedir o caos total. Eventualmente, o grupo entra em conflito com a Liga dos Assassinos e a poderosa Corte das Corujas, uma sociedade secreta mais antiga que a própria Gotham.

## Jogabilidade
Gotham Knights é um RPG eletrônico de ação ambientado em uma Gotham City de mundo aberto. O jogo possui quatro personagens jogáveis: Asa Noturna, Batgirl, Robin e Capuz Vermelho; cada personagem possui habilidades e jogabilidades únicas, como Robin podendo se teletransportar utilizando o teleporte da Liga da Justiça. Assim como pode ser jogado solo, o jogo também possui um modo multijogador cooperativo de dois jogadores, onde o segundo jogador pode entrar e sair sem afetar o primeiro. A jogabilidade possui forte inspiração na série Batman: Arkham em termos de combate e mecânicas furtivas, mas também possui elementos de RPG. Jogadores podem subir o nível dos personagens, mas inimigos também evoluirão. Também há veículos utilizáveis, incluindo um que se assemelha à Batmoto.

## Cenário e personagens
O jogo está inserido em Gotham City, após a suposta morte de Bruce Wayne / Batman e do Comissário de Polícia Jim Gordon, o que resultou na alta de crime e ilegalidade. Jogadores assumem o papel de um dos aliados de Batman - Dick Grayson / Asa Noturna, Barbara Gordon / Batgirl, Tim Drake / Robin e Jason Todd / Capuz Vermelho - enquanto eles tentam manter seu legado continuando a proteger Gotham. Durante o jogo, os heróis entrarão em conflito com vários super-vilões, incluindo a Corte das Corujas, Senhor Frio e o Pinguim. Personagens secundários incluem o ex-mordomo de Bruce, Alfred Pennyworth, e a Capitã de Polícia Renee Montoya, uma das poucas policiais honestas que restaram na cidade.
Apesar da WB Games Montréal anteriormente trabalhar com o desenvolvimento de Batman: Arkham Origins, e o fato de que Gotham Knights apresenta muitos dos mesmos personagens da série Batman: Arkham, o novo jogo é uma história original separada desses jogos.